# Onthophagus koryoensis
Onthophagus koryoensis är en skalbaggsart som beskrevs av Kim 1985. Onthophagus koryoensis ingår i släktet Onthophagus och familjen bladhorningar. Inga underarter finns listade i Catalogue of Life.